# Fru Püttelkow

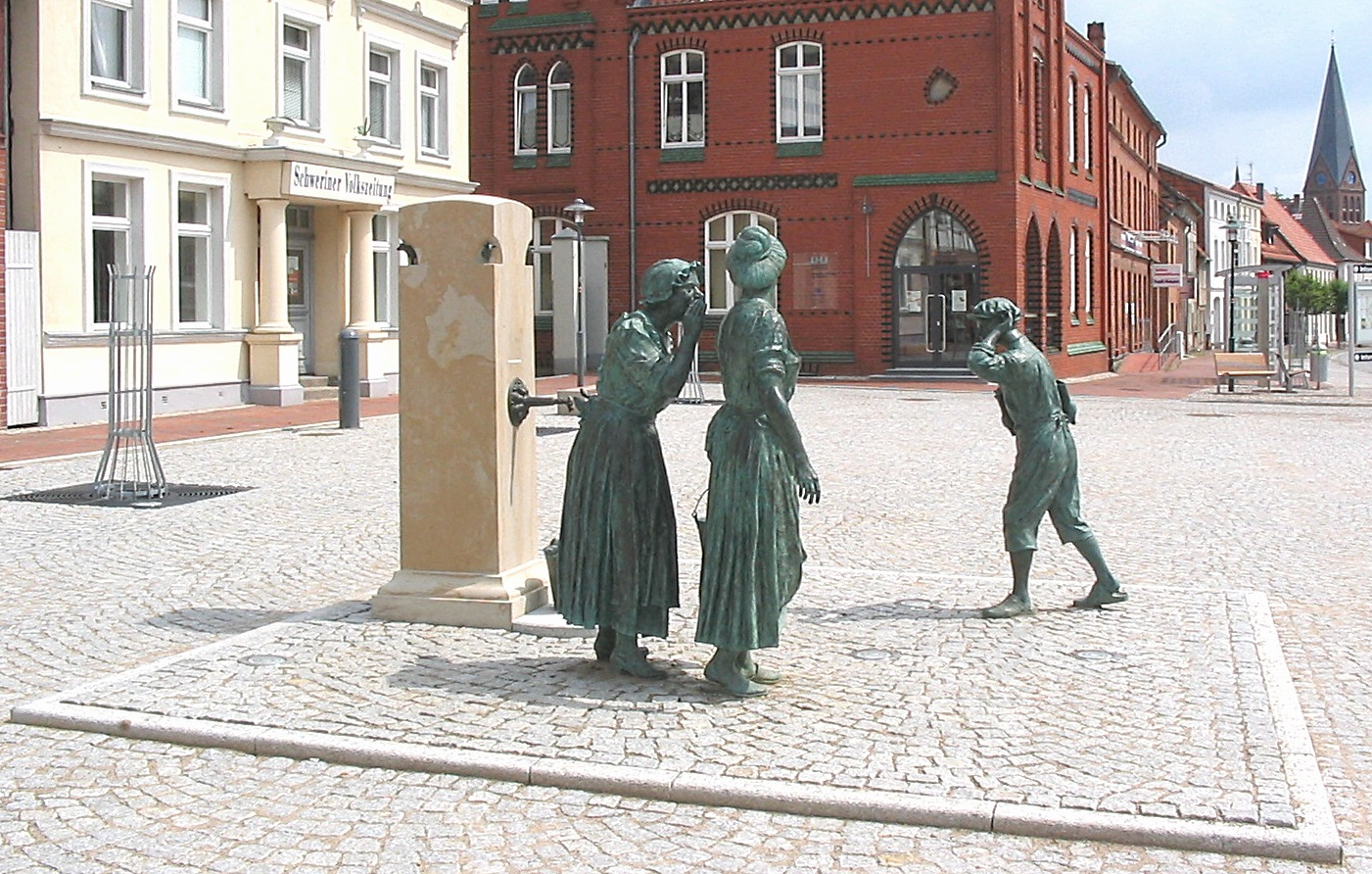
Fiek’n-Brunnen in Hagenow, linke Figur: Fru Püttelkow

Fru Püttelkow (plattdeutsch für: Frau Püttelkow) ist eine Figur aus dem plattdeutschen Folk-Song „Fru Püttelkow ut Hagenow“ der Gruppe De Plattfööt und dadurch zu einer mecklenburgischen Kultfigur geworden. Geschrieben wurde das Lied von Klaus Lass.
In dem Lied wird sie als Besitzerin eines Herrenkonfektionsgeschäftes beschrieben, bei der die ganze Stadt ein und aus geht, um ein Schwätzchen mit ihr zu halten. Auf Grund dieser Informationen und ihrer cleveren Art, die Leute auszuhorchen, ist Fru Püttelkow immer die bestinformierte Person in Hagenow. Durch die Bekanntheit des Songs, der 1982 auf der Amiga-Langspielplatte „Platt for ju“ erschien, wurde sie mit der Zeit zu einer mecklenburgischen Kultfigur, die seit dem 24. Mai 2007 als eine Figur des Fiek'n-Brunnens auf dem Rathausplatz von Hagenow steht.